# Tecnologia ambiental

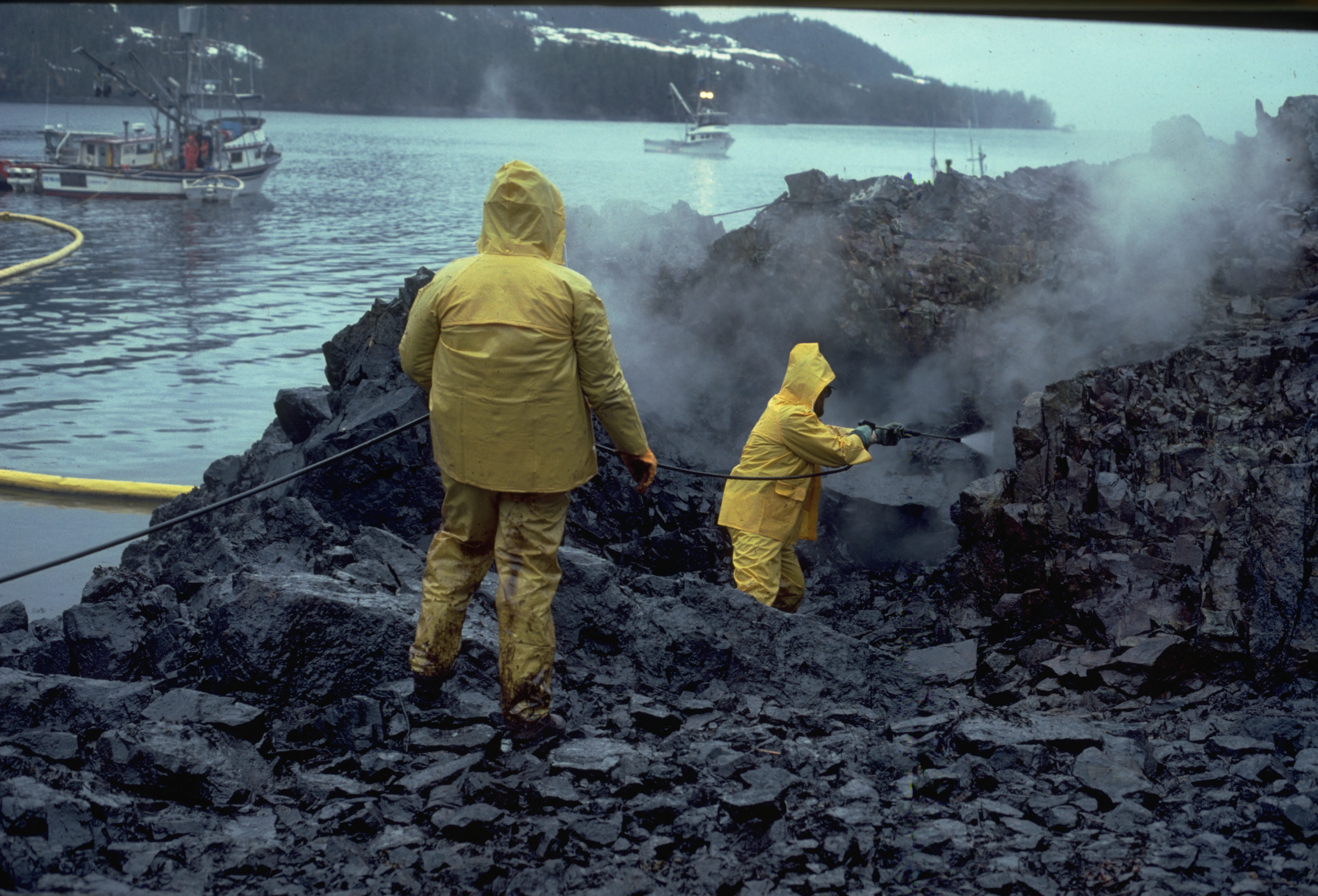
Tasques de recuperació d'un vessament de petroli al mar

La tecnologia ambiental o tecnologia verda és un conjunt de tecnologies conegudes relacionades amb la gestió del medi ambient, que persegueixen el manteniment i preservació de l'entorn, els recursos naturals i la biodiversitat. La tecnologia ambiental és l'aplicació de les ciències ambientals per tal de conservar l'entorn natural i els recursos i d'atenuar els efectes negatius de les activitats humanes sobre l'entorn. El desenvolupament sostenible és l'element principal de les tecnologies mediambientals. En l'aplicació dels principis del desenvolupament sostenible com a solució per als problemes mediambientals que apareixen amb qualsevol activitat, les solucions s'encaminen a abordar-se de manera socialment equitativa, econòmicament viable i respectuoses ambientalment.
Les restriccions mediambientals són cada vegada més severes tant en l'àmbit dels països desenvolupats com en el de països en vies de desenvolupament. Amb tot el creixent interès en la conservació del medi ambient, potencia en certa manera l'interès creixent en aquest tipus de tecnologies.

## Tecnologies aplicables
Les tecnologies inclouen, tot i que no es troben en camps determinats, les següents àrees:
Reducció de residus, tant industrials com domèstic.
Reutilització i reciclatge de residusEs tracta d'un fenomen a nivell mundial, amb un principi d'aplicació bàsica en l'àmbit de les tecnologies verdes. Aquesta tecnologia posa en pràctica la reutilització i el reprocessament de components que poden ser reutilitzats o bé tornats a fabricar amb els materials ja emprats. Poden ser reutilitzats elements tals com les llaunes de begudes o conserves, el paper, etc. Aquestes tecnologies són molt promogudes per part dels governs. L'impacte es redueix quasi a zero en el cas de la reutilització, mentre que en el cas del reciclatge, pot reduir-se el consum energètic en el preprocés. Un exemple clar de reducció és el cas del vidre, on poden disminuir les emissions fins a 315 kg de CO₂ per tona de vidre fos, tenint en compte també les emissions degudes al transport de material a reciclar.
Gestió de residus perillosos
Depuració de l'aiguaLa idea principal és de disposar aigua lliure de contaminants i microorganismes perjudicials per al consum humà. És una tecnologia de gran importància i que disposa d'una disciplina pròpia.
Filtració de l'aire
- Filtres industrials

Sanejament i tractament de residus vessats a la xarxa de clavegeramEl tractament d'aigües del clavegeram és un concepte molt semblant al de depuració d'aigües. Els tractaments d'aquest tipus d'aigües són molt importants per tal de depurar l'aigua i descontaminar-la. Un correcte tractament d'aquest tipus d'aigües és necessari per a disminuir riscos per a la salut humana
Recuperació d'emplaçaments contaminatsLa recuperació d'emplaçaments contaminats suposa l'eliminació de contaminants per tal de protegir un entorn. Això és aconseguit per diverses tècniques: químiques, biològiques, extracció directa de contaminants, i gràcies al monitoratge i seguiment de les tasques i la presa de mesures sobre l'estat dels sòls, aigües, aire, biodiversitat, etc.
Residus Sòlids UrbansLa purificació, consum, reutilització, abocament i tractament de residus sòlids és una disciplina que promoguda pels governs i implementada majorment a les ciutats o pobles.
Energies renovablesTècniques energètiques que poden ser consumides sense problemes d'esgotament en un termini mitjà.

## Tipus de tecnologies segons la seva relació amb la societat i la natura
La categorització de tecnologies varia en funció de l'àmbit de les categories. En els següents apartats es defineix la divisió en tres blocs tenint en compte els impactes negatius i positius juntament amb el balanç d'aquests. En funció de quins predominen es pot determinar la categoria de la tecnologia.

### Tecnologies comuns
Aquestes tecnologies estan destinades a crear un valor útil a la societat. Dins d'aquestes tecnologies trobem la tecnologia convencional, la verda i la circular.
Les tecnologies convencionals serien aquelles on preval l'economia envers a l'ecologia i on d'entrada no hi ha cap intenció de minimitzar l'impacte realitzat a la natura. El concepte de tecnologies verdes és molt ambigu. En aquest cas però, les tecnologies verdes serien aquelles que apliquen més eficiència relacionada amb els recursos i l'energia, reduint l'impacte ambiental respecte les convencionals. I per acabar, les tecnologies circulars serien aquelles que utilitzen els recursos ja existents sense haver d'explotar-ne cap que no existeixi. Els processos que es realitzen per obtenir les tecnologies circulars no es caracteritzarien per tenir zero impactes mediambientals, ja que requeririen energia.
Entre les tecnologies comuns es troben les que permeten l'obtenció de combustibles a partir del petroli (ja que es tracta d'un procés que té els impactes negatius a la natura i els positius (menors) a la societat. L'energia solar també entraria dins d'aquesta categoria ja que també se centra en proporcionar els impactes positius únicament a la societat.

### Tecnologies restauratives
Les tecnologies restauratives són aquelles que creen un valor per a la natura i que, en cas de crear valor a la societat, aquest és de tipus indirecte. L'efecte positiu d'aquestes tecnologies no supera el negatiu (que en molts casos es produeix pel funcionament i la creació d'aquestes tecnologies).
Un exemple de tecnologia restaurativa seria aquella que permet restaurar una determinada àrea d'esculls de coral. Aquesta tecnologia té un efecte positiu en la natura per la capacitat de restablir ecosistemes d'esculls degradats i també proporciona tots els efectes positius dels esculls a la societat de manera indirecta.

### Tecnologies regeneradores
Les tecnologies regeneradores són aquelles que aporten valor a la natura i a la societat quan actuen amb conjunt amb la natura. Aquestes tecnologies tenen propietats restauratives i serien considerades les més sostenibles ja que aporten valor tant a la natura com a la societat i tenen un impacte negatiu inferior al positiu.
Un exemple de tecnologia regeneradora serien els productes creats amb energia renovable i materials recollits dels residus que es troben a la natura. D'aquesta manera l'impacte positiu superaria al negatiu encara que aquest no deixés d'existir (per exemple pel transport dels productes).

## Moviment continu i altres energies
Com hem vist, una de les tecnologies ambientals aplicables més importants és l'energia renovable. Avui en dia en trobem moltes i diverses, utilitzant diferents fonts de la natura com l'aigua (energia hidràulica), el sol (energia solar), el vent (energia eòlica), etc. Malgrat tot, encara no hem aconseguit la creació d'un sistema o instrument que proporcioni una quantitat d'energia constant sense veure's afectada per les variacions físiques, meteorològiques, etc. Es tractaria del moviment continu, moviment estudiat per molts professionals que, un cop descobert, revolucionaria l'evolució dels recursos energètics, disminuint l'explotació mediambiental, tergiversant l'economia de les centrals nuclears i petrolieres, afavorint la implementació del vehicle elèctric a la societat, etc.
De moment aquest tipus de moviment encara no el sabem trobar i/o utilitzar, però seguidament veurem algunes de les teories més interessants i aplicacions que ja s'usen avui en dia:
Moviment de les ones
Un dels conceptes que més s'acosten a aquesta idea seria l'energia de les ones (del mar), a causa del seu moviment constant (o gairebé constant); de totes maneres, aquest sistema encara depèn del factor del vent per la formació de les ones, que com ja hem vist no podem confiar-hi sempre, i també (si aquest sistema s'implementés a escala mundial) és necessària la instal·lació de l'instrument en un cert espai al mar que podria influenciar i inclús alterar l'ecosistema marítim de la zona, les seves espècies i les conseqüències mediambientals que això podria comportar.
El buit
Segons el científic suís Nassim Haramein (20 novembre 1962), aquesta qüestió de l'energia constant o infinita es podria resoldre enfocant-la envers el buit i l'energia que aquest conté. Defensa que el problema és que encara no sabem utilitzar-ho, però que agafar 1 cm cúbic del buit proporcionaria l'energia suficient per a la humanitat, fet que, malgrat no ser un instrument que proporcioni un intercanvi constant entre obtenció d'energia i la utilització d'aquesta, seria igual o més interessant, proporcionant-nos una quantitat d'energia més que suficient sense la necessitat de l'intercanvi ja mencionat.
Una de les idees més interessants és la qüestió de l'extracció d'energia a partir del fenomen de les forces de Casimir, una manifestació del buit que diu el següent: dues plaques metàl·liques que estan molt a prop es veuran afectades per forces proporcionals a la distància entre les dues. D'aquesta manera, hom en podria extreure energia. Malgrat tot, la magnitud d'aquesta és molt petita; així doncs, el camp d'estudi sobre aquest camp tracta d'analitzar possibles canvis, millores i idees relacionades estretament amb aquesta qüestió per a una producció major d'energia.

En conclusió, podem veure que la recerca al voltant de l'obtenció d'energia allunyada dels efectes mediambientals que els sistemes convencionals produeixen és clau i un factor tecnològic molt important per combatre el canvi climàtic.